# Eakly
Eakly és un poble dels Estats Units a l'estat d'Oklahoma. Segons el cens del 2000 tenia 276 habitants.

## Demografia
Segons el cens del 2000, Eakly tenia 276 habitants, 112 habitatges, i 81 famílies. La densitat de població era de 409,9 habitants per km².
Dels 112 habitatges en un 25,9% hi vivien nens de menys de 18 anys, en un 58% hi vivien parelles casades, en un 10,7% dones solteres, i en un 26,8% no eren unitats familiars. En el 23,2% dels habitatges hi vivien persones soles el 14,3% de les quals corresponia a persones de 65 anys o més que vivien soles. El nombre mitjà de persones vivint en cada habitatge era de 2,46 i el nombre mitjà de persones que vivien en cada família era de 2,87.
Per edats la població es repartia de la següent manera: un 23,2% tenia menys de 18 anys, un 11,2% entre 18 i 24, un 20,3% entre 25 i 44, un 26,4% de 45 a 60 i un 18,8% 65 anys o més.
L'edat mediana era de 41 anys. Per cada 100 dones de 18 o més anys hi havia 94,5 homes.
La renda mediana per habitatge era de 27.500 $ i la renda mediana per família de 32.000 $. Els homes tenien una renda mediana de 22.500 $ mentre que les dones 15.000 $. La renda per capita de la població era de 15.383 $. Entorn del 12,8% de les famílies i el 15,3% de la població estaven per davall del llindar de pobresa.

## Poblacions més properes
El següent diagrama mostra les poblacions més properes.